# Sănduleni
Sănduleni est une commune roumaine située dans le județ de Bacău.